# Strangolagalli
Strangolagalli és un comune (municipi) de la província de Frosinone, a la regió italiana del Laci, situat a uns 90 km al sud-est de Roma i a uns 12 km al sud-est de Frosinone.
Strangolagalli limita amb els municipis d'Arce, Boville Ernica, Ceprano, Monte San Giovanni Campano i Ripi.
A 1 de gener de 2019 tenia 2.399 habitants.

## Història
Les troballes arqueològiques han suggerit que Strangolagalli havia estat un assentament romà. L'existència del castell està testificada el 1097, però probablement era d'origen llombard. Inicialment va ser un domini de la família Girini (o Girindi) i més tard va estar sota el poder dels senyors de Veroli i d'Aquino.
Al segle xiv, la zona va estar disputada per la Casa d'Anjou-Sicília i la Casa d'Aragó, i al segle següent fou adquirida pels Estats Pontificis. Tradicionalment seu del Brigantaggio, va lluitar contra l'ocupació de les guerres napoleòniques.
El 1915 va ser malmès per un terratrèmol. Durant la Segona Guerra Mundial es va deteriorar encara més durant la retirada alemanya de la Línia Gustav.